# Ryūzaburō Katsu
Ryūzaburō Katsu (jap. 勝龍三郎; Katsu Ryūzaburō, ur. 2 listopada 1969) – japoński zapaśnik w stylu wolnym. Czterokrotny uczestnik mistrzostw świata, ósmy w 1994. Srebrny medalista igrzysk azjatyckich w 1994 i brązowy w 1998. Drugi na igrzyskach wschodniej Azji w 1997. Zdobył brązowy medal na mistrzostwach Azji w 1995. Szósty w Pucharze Świata w 1998 roku.